# Джонс, Джейми
Дже́йми Джонс (англ. Jamie Jones; род. 14 февраля 1988, Нит, Уэльс) — валлийский профессиональный игрок в снукер.

## Карьера
Профессионал с 2006 года. После успешной любительской карьеры он попал в мэйн-тур в сезоне 2006/07 благодаря тому, что занял первое место в рейтинге Уэльса среди любителей. Лучшим достижением Джонса в профессиональной карьере до недавних пор был выход в групповой этап турнира Гран-при. В 2002 году Джонс стал самым молодым игроком, которому удавалось сделать брейк в 147 очков в официальном матче. Позднее этот рекорд побил Джадд Трамп. В 2004 году валлиец победил на чемпионате Европы среди игроков не старше 19 лет.
После сезона 2009/10, проведённого в туре PIOS, Джонс возвратился в мэйн-тур благодаря итоговому 8 месту в серии.
Лучшим результатом в карьере Джонса пока остаётся финал пятого этапа РТС 2010/11 в октябре 2010.